# メルセデス・ベンツ・シターロ

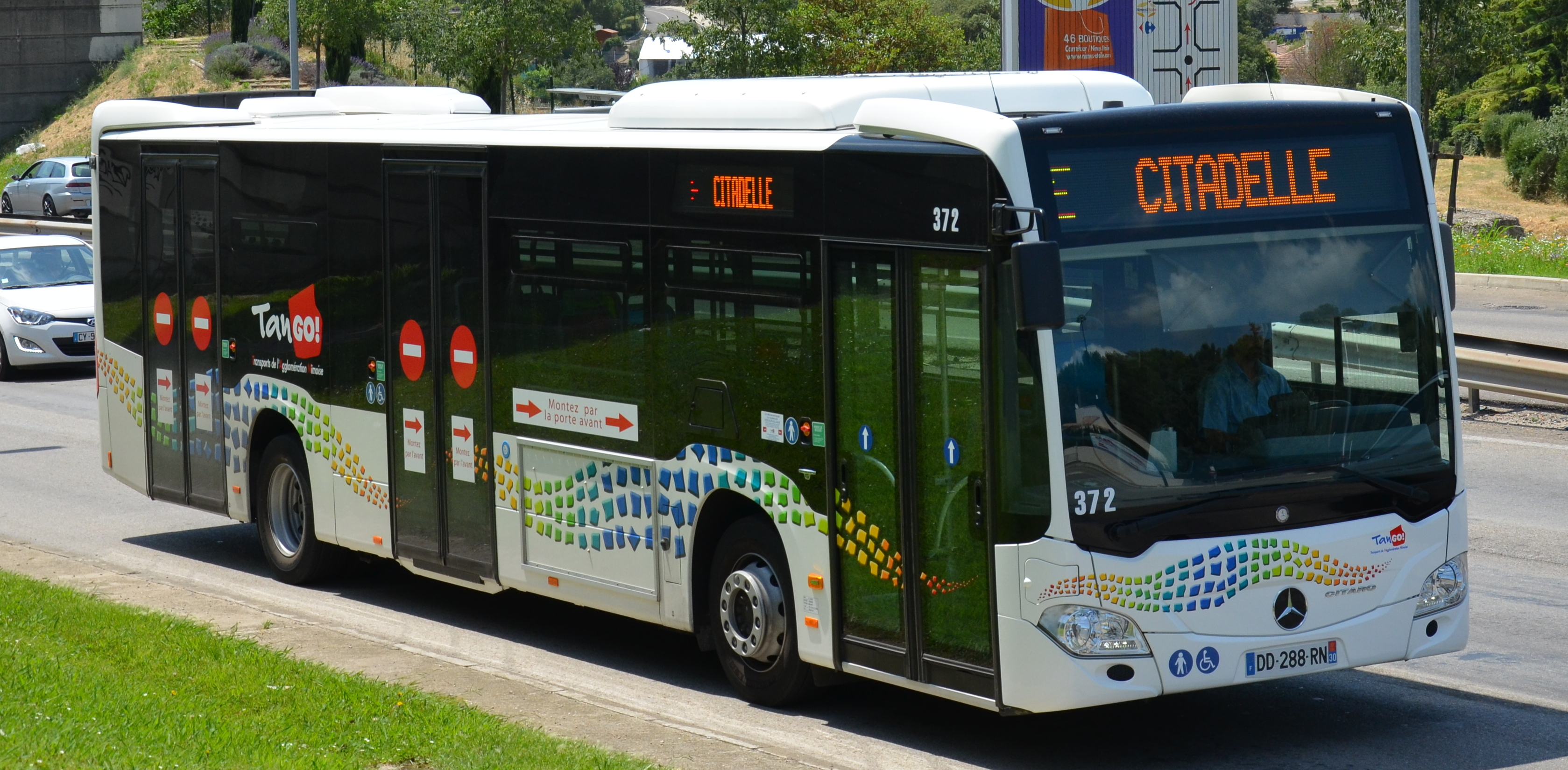
フランスのシターロ
（2代目・3扉仕様）

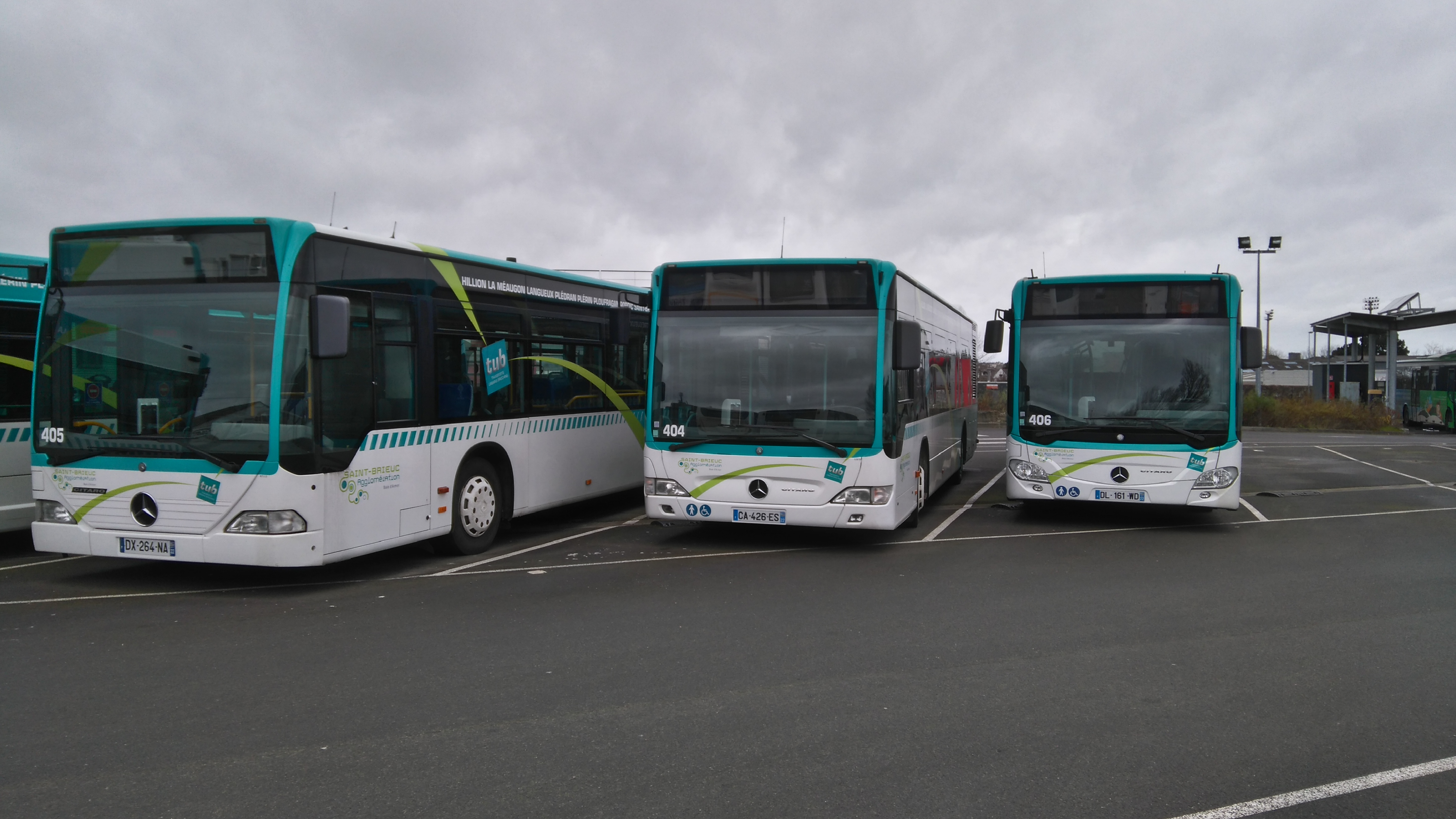
歴代のシターロ
（左からC1・C1 Facelift・C2）

シターロ（英語: Citaro）は、ダイムラー・トラックグループのエボバスが製造し、メルセデス・ベンツブランドで販売する大型路線バスである。
ノンステップ構造を標準で採用し、1997年のシュトゥットガルトUITPでO405/O405N/O405N2の後継モデルとして登場、2019年12月までに5万5000台以上が生産された。製造工場はドイツ・マンハイム、フランス・リニー＝アン＝バロワ、スペイン・サマーノ（エボバス・イベリカ社 (EvoBus Ibérica S.A.)）。
2006年には初代のデザインを改良したマイナーチェンジモデル（C1 Facelift）が発売され、2011年には2代目にあたるC2が発売された（C2の日本市場投入は2016年）

## ラインアップ

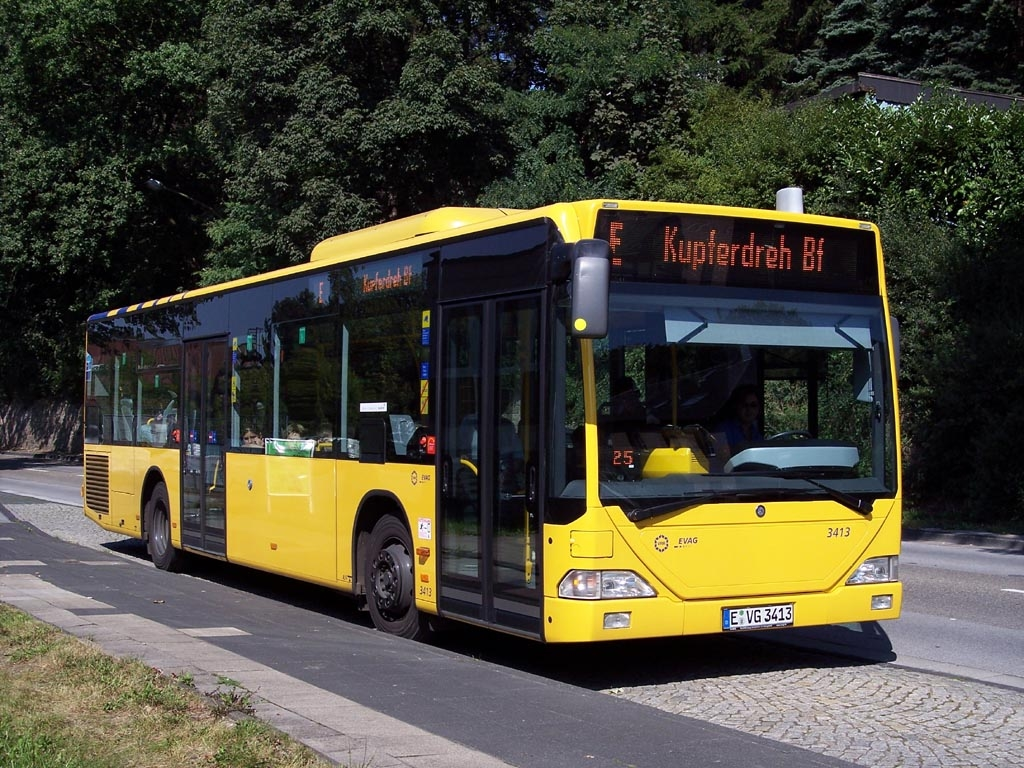
シターロ（初代）
エッセン（ドイツ）での採用例

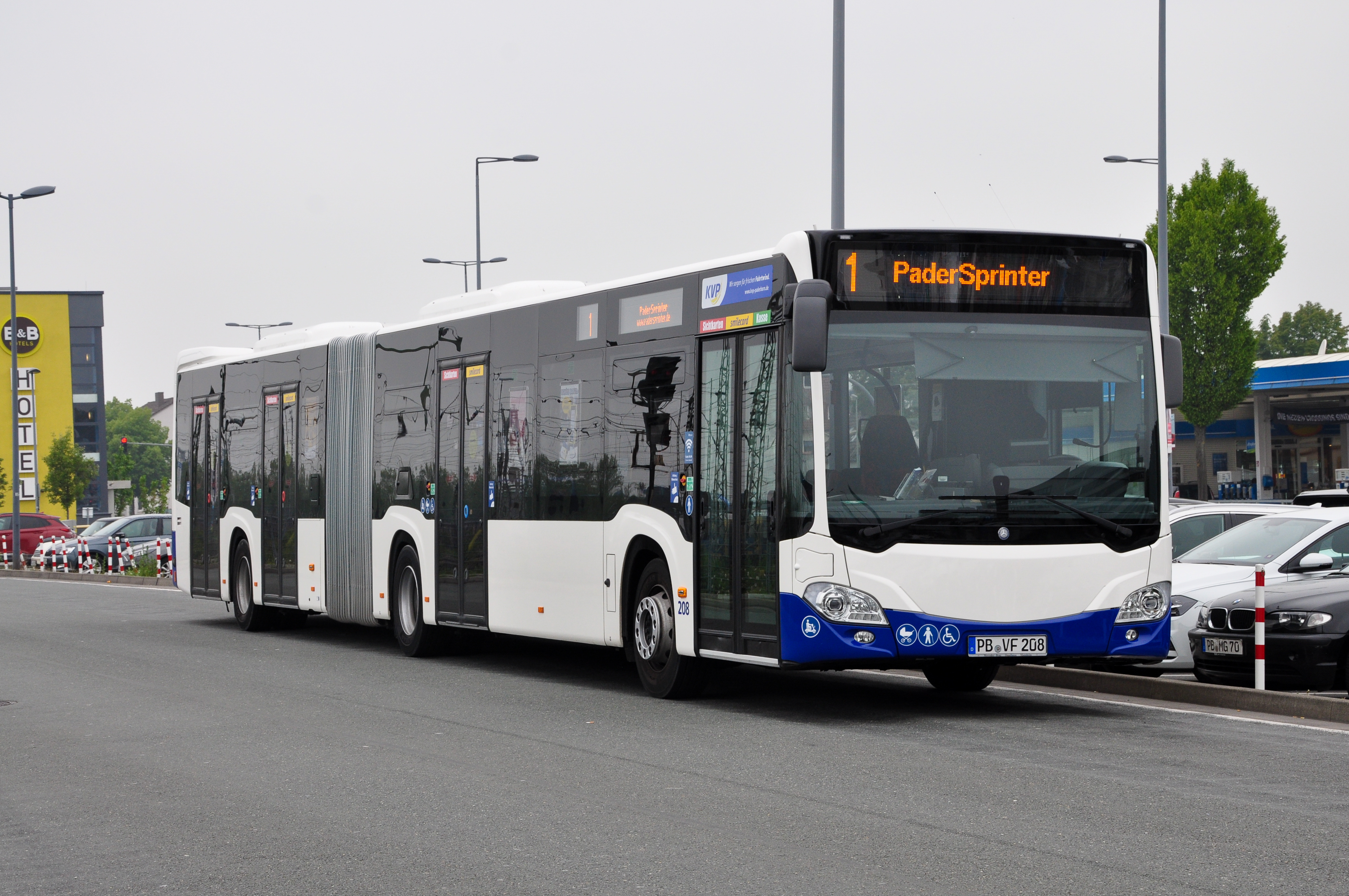
シターロG（2代目・4扉仕様）
パーダーボルン（ドイツ）での採用例

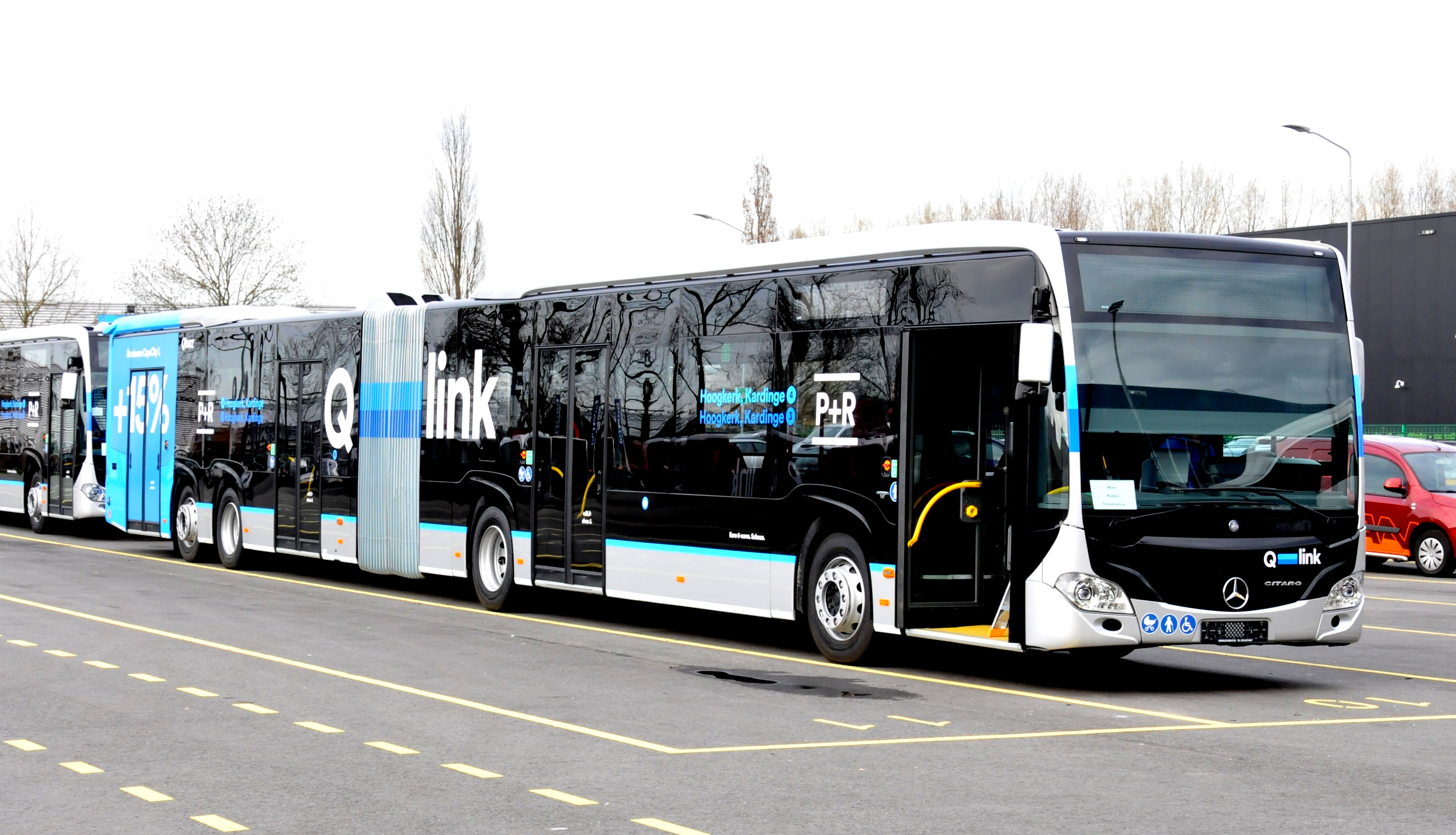
キャパシティ（2代目）

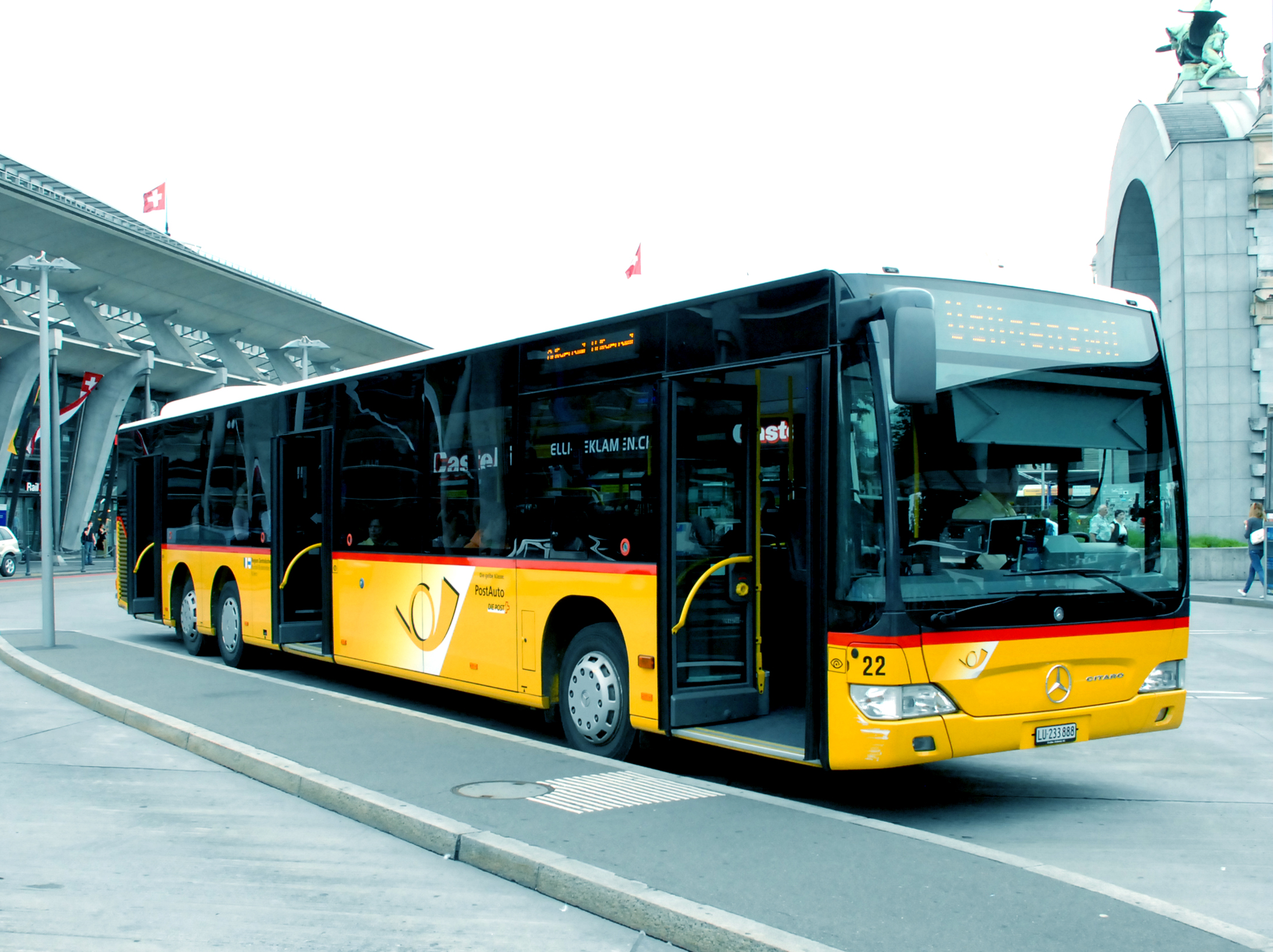
シターロL
クリーンス（スイス）での採用例

### 都市型モデル
シターロ（O530）
標準モデルの2軸車。2扉または3扉。
- 全長 : 12.135m
- 全高 : 3.12m
- 重量 : 19t
- 座席定員 : 28 - 40人

シターロK（O530K）
2006年に追加設定されたショートボディの2軸車。2扉。
- 全長 : 10.633m
- 全高 : 3.12m
- 重量 : 19t
- 座席定員 : 26人

シターロG（O530G）
2車体の連節バスで、先頭車両が前後2軸、後部車両が後1軸。後部車両にエンジンを搭載するプッシャー方式である。3扉または4扉。
- 全長 : 18.125m
- 全高 : 3.12m
- 重量 : 28t
- 座席定員 : 40 - 46人

シターロGL「キャパシティ/キャパシティL」（O530GL/O530GLⅡ）
2車体の連節バスで、先頭車両が前後2軸、後部車両が後2軸。後部車両にエンジンを搭載するプッシャー方式である。4扉。
- 全長 : 19.725 - 20.995m
- 全高 : 3.095m
- 重量 : 32t
- 座席定員 : 37 - 45人

シターロL（O530L）
ロングボディの3軸車。2扉または3扉。
- 全長 : 14.995m
- 全高 : 3m
- 重量 : 不明
- 座席定員 : 42 - 46人

### 郊外型および都市間向けモデル
シターロÜ（O530Ü）
全長12mクラスの2軸車。
シターロMÜ（O530MÜ）
全長13mクラスの2軸車。
シターロGÜ（O530GÜ）
前2軸/後1軸の連節バス。
シターロLÜ（O530LÜ）
全長15mクラスのロングボディの3軸車。

### エンジン
3種類が設定されており、いずれも水平型（横置き）直6、欧州の排出ガス規制ユーロ3対応。ユーロ4対応バージョンは尿素SCRを採用する。
- OM906hLA（排気量6,374cc、最高出力231HP・245HP・279HP (170, 180 or 205kW)）
- OM457hLA（排気量11,967cc、最高出力252HP・299HP・354HP (185, 220 or 260kW)）
- M447hLAG（排気量11,967cc、最高出力252HP・326HP (185kW or 240kW)、CNGエンジン）

2005年からはユーロ5規制に、2011年（日本市場向けは2016年）からユーロ6規制にそれぞれ対応している。
ATはZF ECOMAT（5速または6速）、フォイト（4速）が設定される。

## 燃料電池バス (O530BZ)

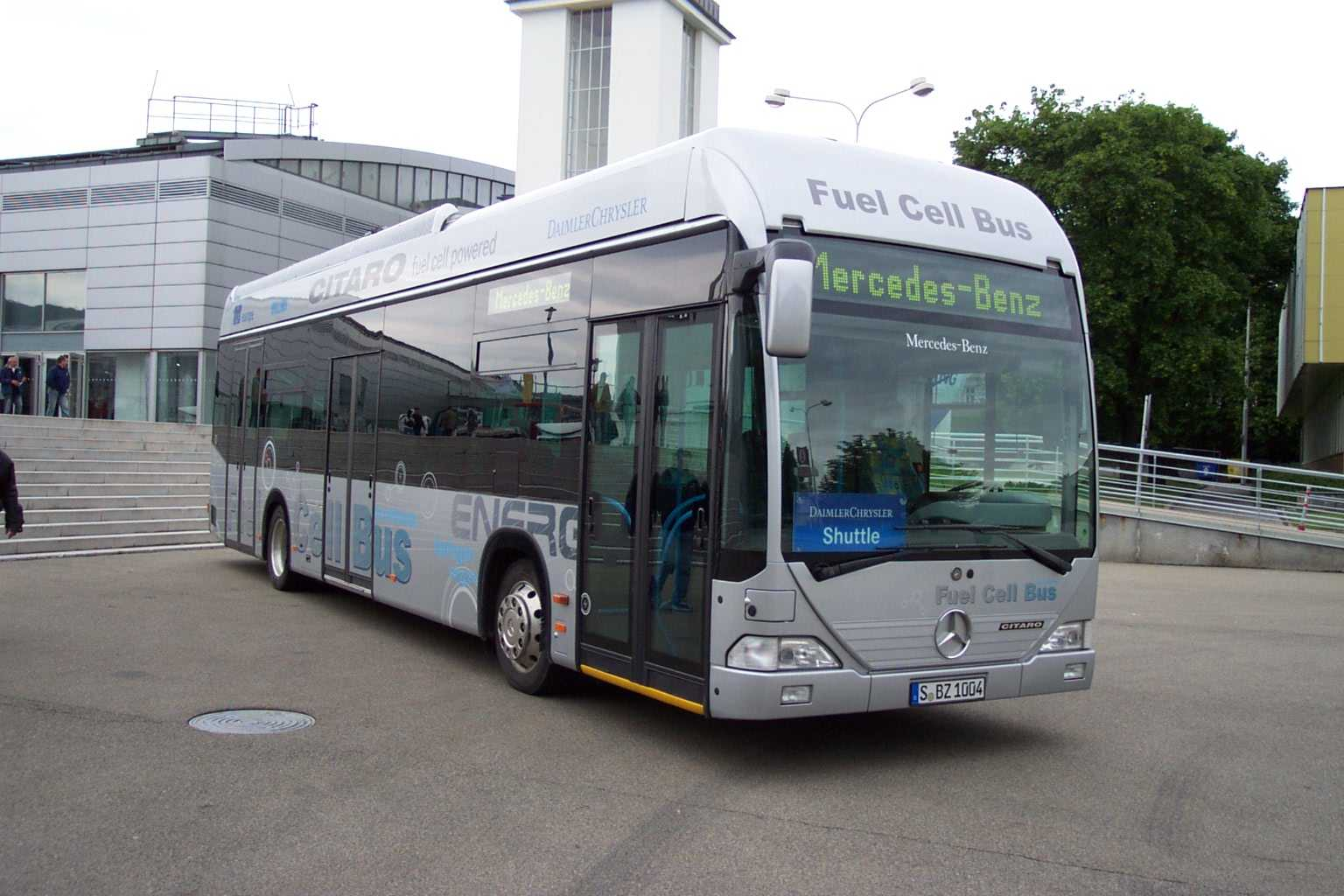
シターロ燃料電池バス (O530BZ)

欧州車初の燃料電池バスとして2002年に開発され、2006年まで製造された。2007年末現在36台が営業実証運行に供された。後継モデルは後述の燃料電池ハイブリッドバス (O530BZH) である。
- 全長 : 11.95m
- 全高 : 3.688m
- 重量 : 15t（車両総重量18t）
- 座席定員 : 30人（立席込み60 - 70人）
- 燃料電池 : 150kW×2基（バラード・パワー・システムズ製）
- 電動機 : 205kW×1基（ZF製6速ATを併用）
- 1回の充填で走行可能な距離 : 200 - 300km
- 水素タンク総容量 : 44kg（1890リットル）※水素ガスは純度99.999%のものを35メガパスカルに圧縮

2003年からCUTE（欧州のためのクリーンな都市交通）プロジェクトおよびECTOS（環境配慮型都市交通システム）プロジェクト参加車両として実証運行が行われており、その後欧州以外の地域でも実証運行が行われている。2007年末現在運行されている都市は下記のとおり。
- レイキャビク（アイスランド）
- アムステルダム（オランダ）
- ルクセンブルク（ルクセンブルク）
- ストックホルム（スウェーデン）
- シュトゥットガルト（ドイツ）※ダイムラー本社所在地
- ハンブルク（ドイツ）
- ロンドン（イギリス）
- マドリッド（スペイン）
- バルセロナ（スペイン）
- ポルト（ポルトガル）
- パース（オーストラリア）
- 北京（中華人民共和国）

## 燃料電池ハイブリッドバス (O530BZH)

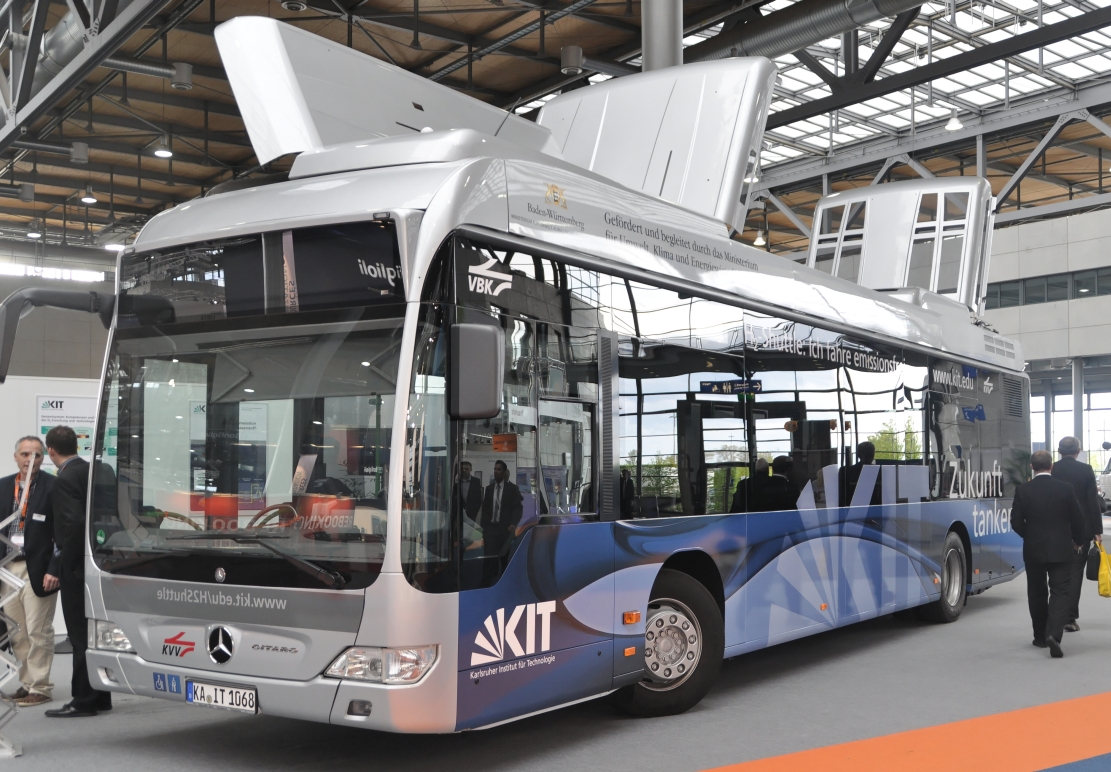
シターロBZH
ハノーバーメッセ2012での展示車

前述の燃料電池バス (O530BZ) の後継モデルとして、2009年11月にハンブルクでプロトタイプを発表され、2011年に第1号車が納車された。
- 全長 : 11.95m
- 全高 : 3.496m
- 重量 : 13.2t（車両総重量18t）
- 座席定員 : 不明（立席込み76人）
- 燃料電池 : 60kW×2基
- 電動機 : 80kW×2基
- 水素タンク総容量 : 35kg

## 電気バス (eCitaro)

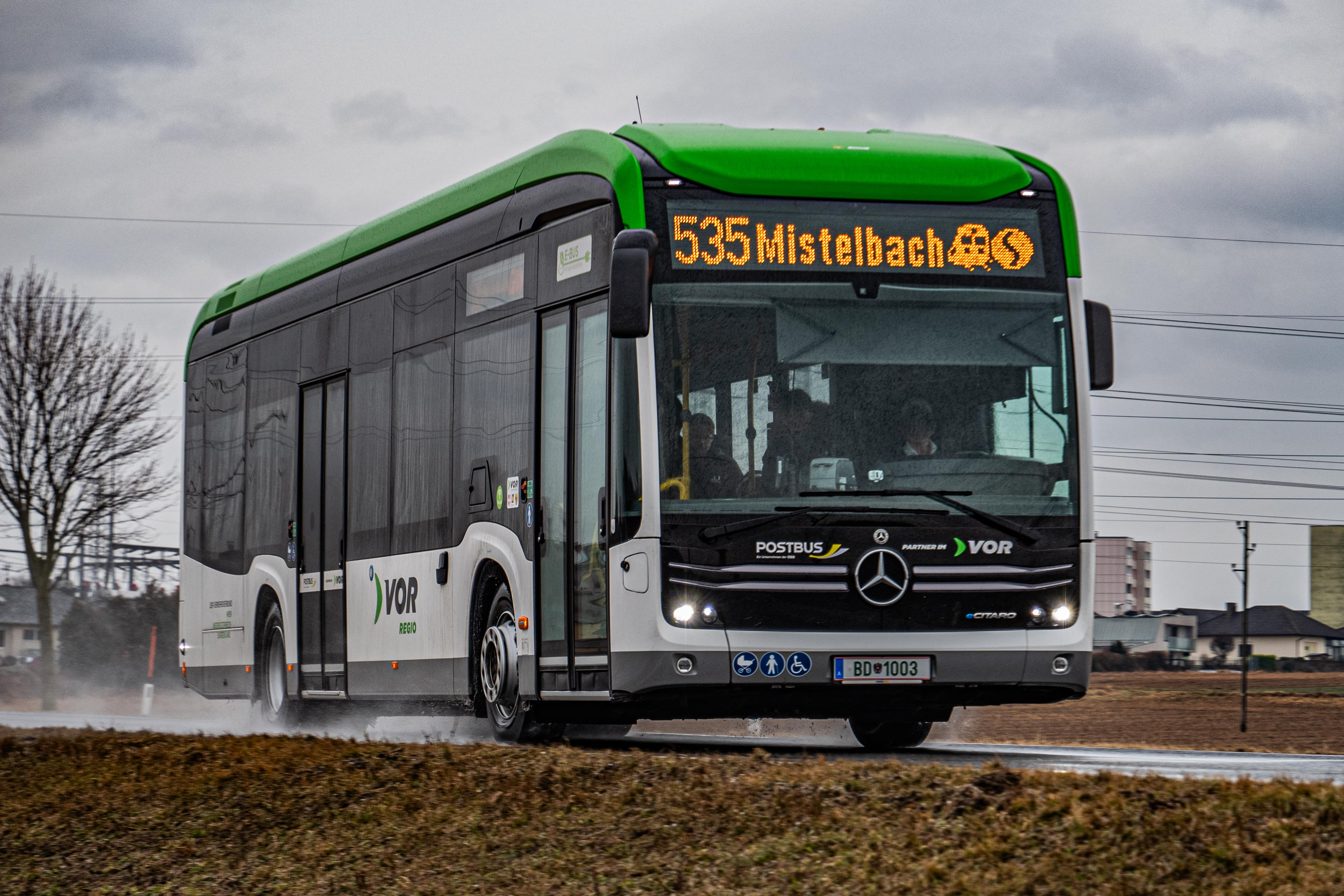
eシターロ
グロース＝シュヴァインバルト（オーストリア）での採用例

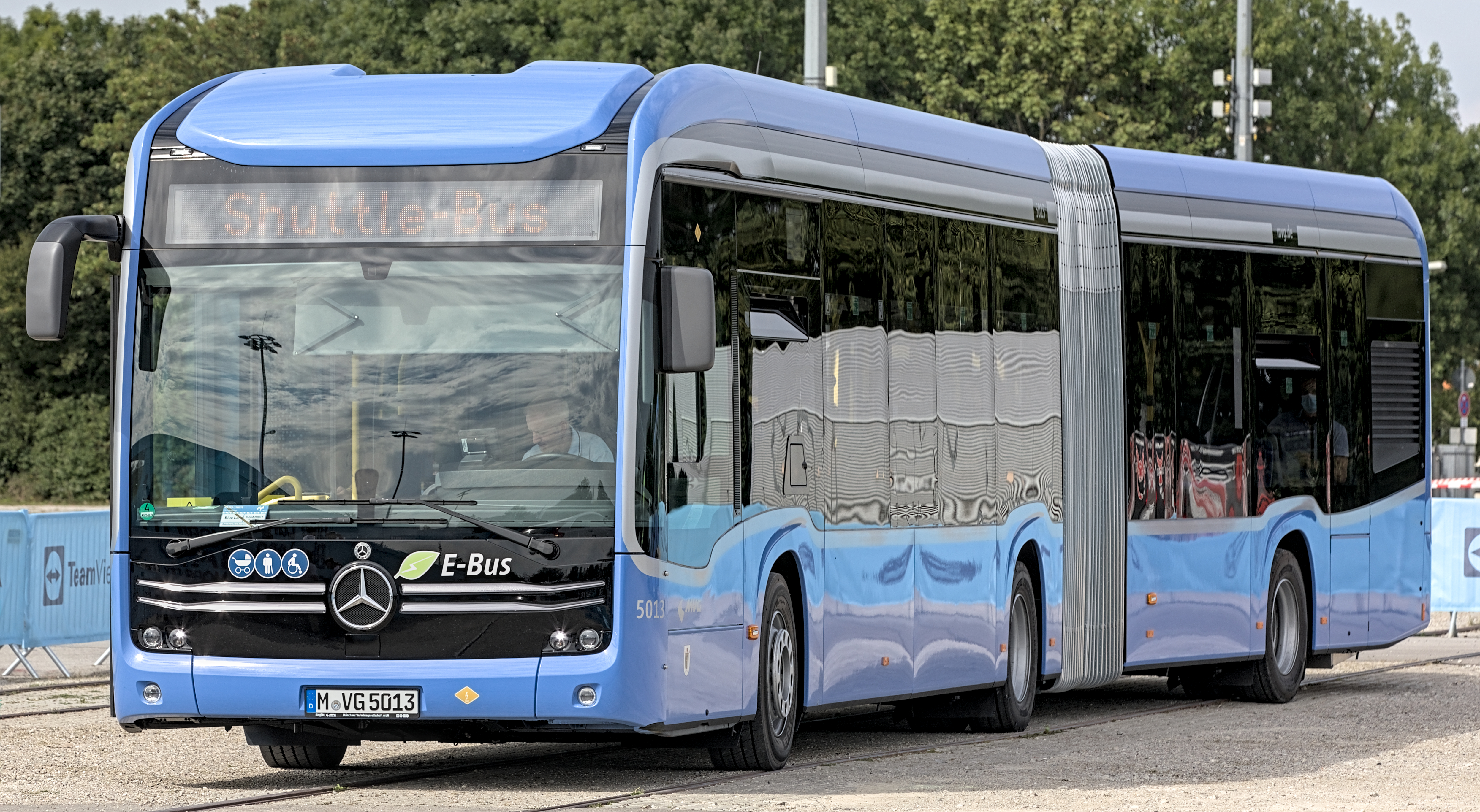
eシターロG
ミュンヘン（ドイツ）での採用例

2018年7月に新製品として発表された電気バスで、同年11月にドイツ・ハンブルク市の都市バスを運営するハンブルク高架鉄道（HHA）に量産1号車を納車した。以降は車両の量産が進められ、ドイツ国内をはじめ、ハンガリーやスイスなどヨーロッパ諸国で導入が広がっている。
これまでのシターロとはフロントデザインが異なることが特徴で、88人の乗車が可能とし、充電は車両に搭載されているパンタグラフもしくは電気プラグに繋いで行う。発売当初は12mの標準モデルのみだったが、後に18mの連節バスも追加され、2024年には全長10mのショートボディが追加された。
eシターロ
標準モデルの2軸車。2扉または3扉。
- 全長 : 12.135m
- 全高 : 3.4m
- 重量 : 20t
- 座席定員 : 26 - 29人
- バッテリー : 198kWh/264kWh/330kWh/396kWh

eシターロK
2024年に追加設定されたショートボディの2軸車。2扉。
- 全長 : 10.633m
- 全高 : 3.4m
- 重量 : 19.5t
- 座席定員 : 24人
- バッテリー : 198kWh/264kWh/330kWh/396kWh

eシターロG
2車体の連節バスで、先頭車両が前後2軸、後部車両が後1軸。後部車両に電動機を搭載するプッシャー方式である。3扉または4扉。
- 全長 : 18.125m
- 全高 : 3.4m
- 重量 : 30t
- 座席定員 : 41 - 45人
- バッテリー : 198kWh/264kWh/330kWh/396kWh

## 燃料電池バス (eCitaro fuel cell)

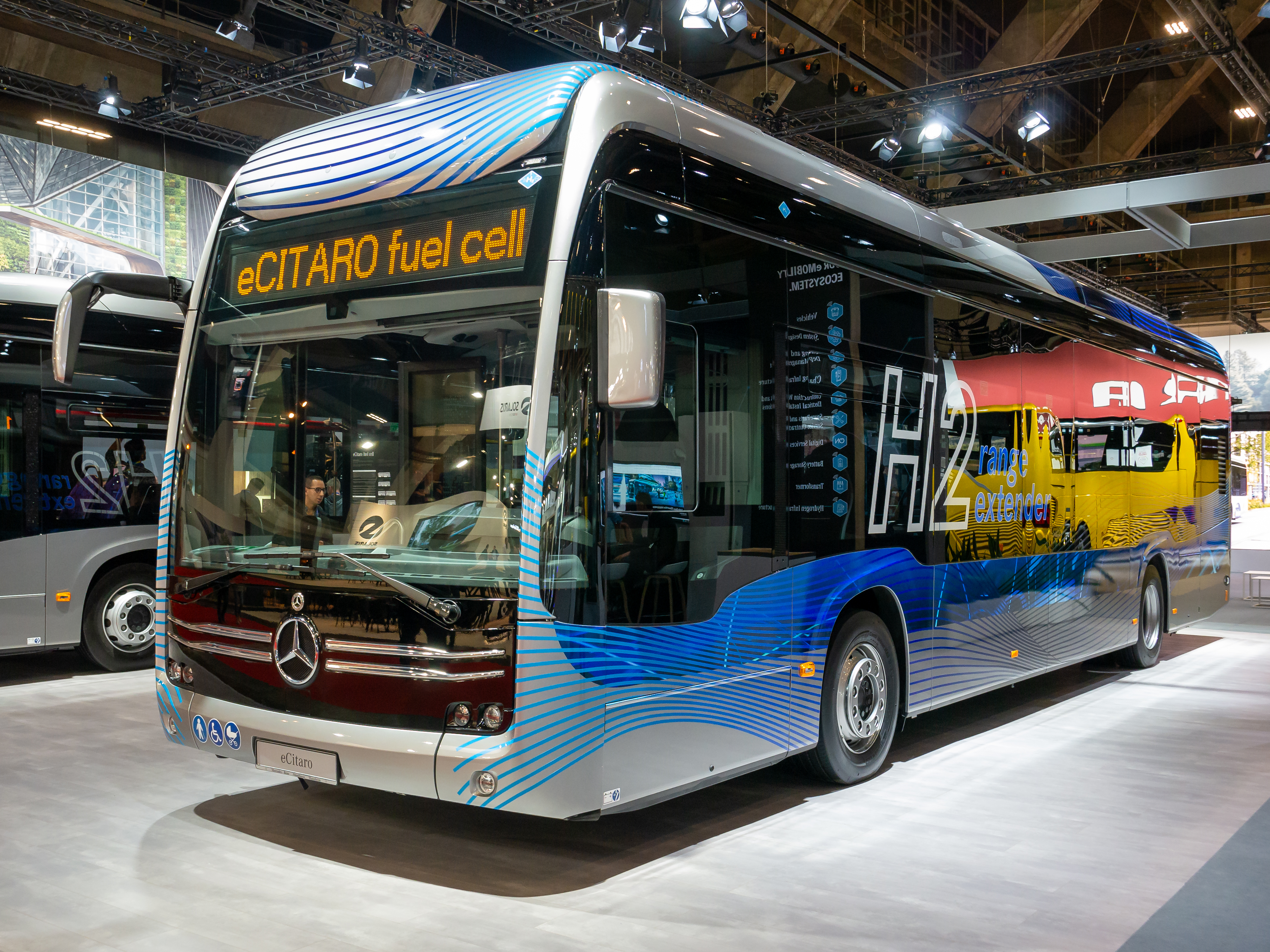
eシターロ fuel cell
バスワールドヨーロッパ2023での展示車

2023年6月に量産が開始された燃料電池バスで、車両デザイン及びサイズは電気バス「eCitaro」をベースに開発された。車両に搭載されるFCモジュールはトヨタ自動車傘下のToyota Motor Europeが供給し、最大出力60kWの電力を生成する。
eシターロ fuel cell
標準モデルの2軸車。2扉または3扉。
- 全長 : 12.135m
- 全高 : 3.4m
- 重量 : 20t
- 座席定員 : 26 - 29人
- 燃料電池 : 98kWh×3基
- 水素タンク総容量 : 25kg

eシターロG fuel cell
2車体の連節バスで、先頭車両が前後2軸、後部車両が後1軸。後部車両に電動機を搭載するプッシャー方式である。3扉または4扉。
- 全長 : 18.125m
- 全高 : 3.4m
- 重量 : 30t
- 座席定員 : 41人
- 燃料電池 : 98kWh×4基
- 水素タンク総容量 : 30kg/35kg

## 日本におけるシターロ

### シターロG C1 Facelift（日本仕様）
日本国内においては連節バスタイプ（シターロG）のみが導入され、ドイツのマンハイム工場で製造した車両をフェリーで日本へ輸出している。2007年12月に神奈川中央交通（以下、神奈中）がシターロGを4台導入したのが初の導入例である。
神奈中が導入に至った経緯は、神奈川県藤沢市で当時導入されていた輸入車の連節バス「ネオプラン・セントロライナー」が日本向け車両の供給を中止していたことから改めて車種選定を行うことになり、神奈中自身の子会社（神奈川三菱ふそう自動車販売）を通して強固な関係にある三菱ふそうトラック・バスに対して日本での連節バス製造の可能性について打診したが、同社から「日本での製造は困難」との回答を受け、代わりにダイムラー・トラックグループのエボバスが製造するシターロの導入支援を行うことになったもので、2008年2月4日より厚木市内の路線で運行を開始した。
導入に際して、右ハンドルのイギリス仕様車をベースとした連節バス車両が日本に輸入されているが、それまでに日本に輸入されたバス車両と異なり、欧州仕様の車両がほぼそのまま導入されている。例えば、日本の道路運送車両法による道路運送車両の保安基準第26条の規定においては、定員30人以上のバス車両には非常口を設置しなければならないものとされているが、本車両では非常口は設置されておらず、代わりに窓ガラスを割るためのハンマーが設置されている。輸入に際して国土交通省で安全性の確認を行った結果、非常口と同等以上の安全性が確保されていると判断されたため、本車両では非常口の設置に関する基準については適用除外とされた。また、車体幅も欧州の規格である2,550mmのままでの導入となった。この車体幅が特認を受けたことについては、バス識者からも「非常に意義深いこと」と評されている。一方で、寒冷地であるイギリスと異なり、日本の高温多湿な環境に対応する必要から、アフリカ向け車両などに使用される熱帯仕様の冷房装置を搭載するなど、日本での使用に合わせた対処も行われている。また、海外モデルの一部で装備されている水しぶきの発生を抑えるタイヤハウスのブラシも日本モデルでは原則標準装備している。
2010年には、京成バスがそれまで使用していた既存の連節バス車両（ボルボ・KC-B10MC改）を置き換えるため、同年度中に合計15台のシターロGが導入された。
2012年には東京都内初の連節路線バスとして神奈中が町田市内で4台の運行を開始したが、この初期導入車は警視庁との協議で、夜間での視認性向上など安全性がより高まるよう、側面窓枠下側に銀色の帯（反射テープ）を設置するなどの対策を採っている。この対策は神奈中と警視庁独自の協議に基づくものだが、施工されたのは同年に町田営業所へ導入された4台に留まり、その後同営業所に追加導入された車両には同対策は施されていない。
関東地方以外では、2011年3月に中部地方で初めて岐阜乗合自動車（岐阜バス）が2台導入し、関西地方では2013年4月より神姫バスが2台導入するなど、各地で導入する動きが広がり、旧モデルは日本国内で延べ31台が導入された。

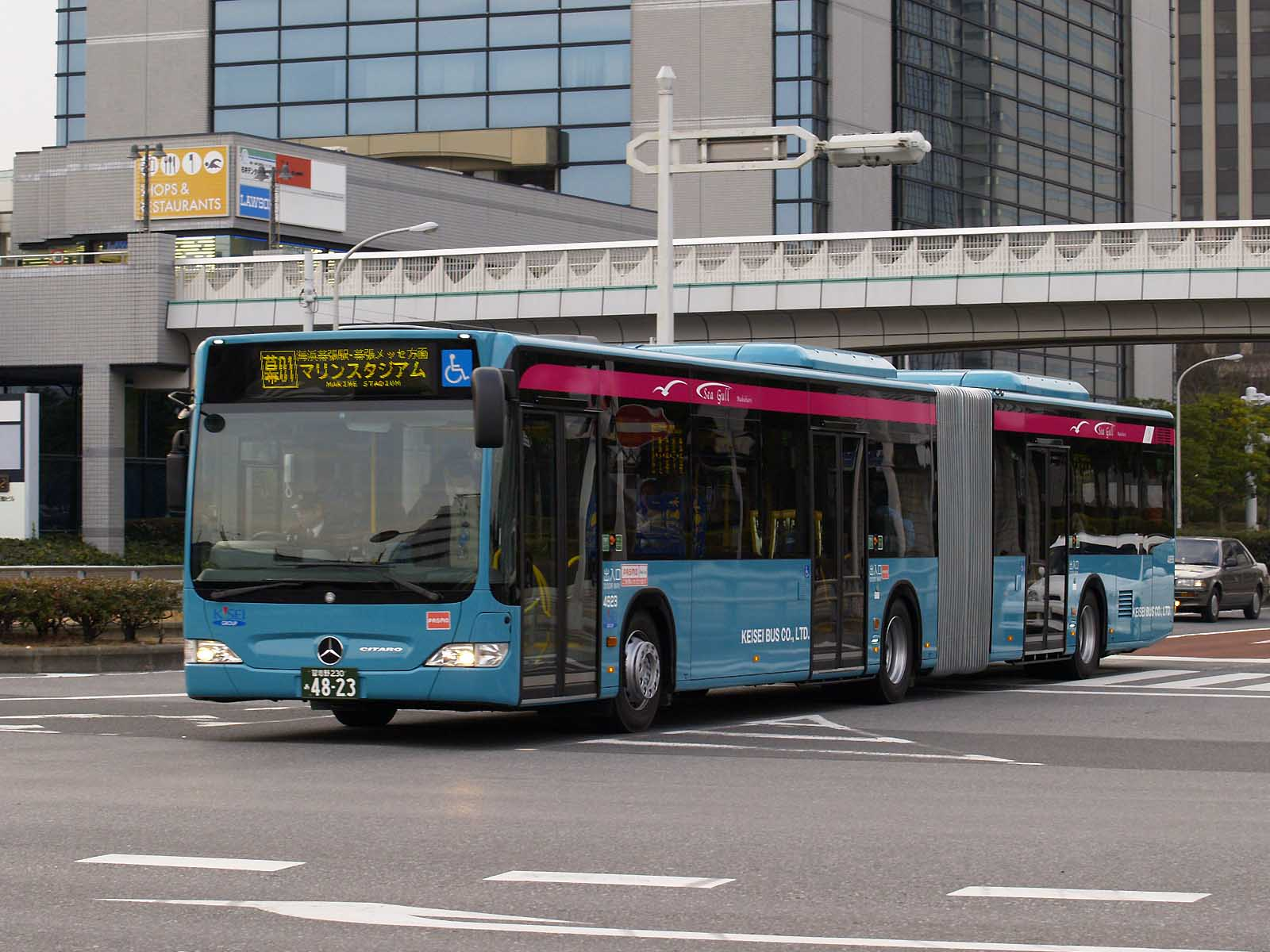
京成バス
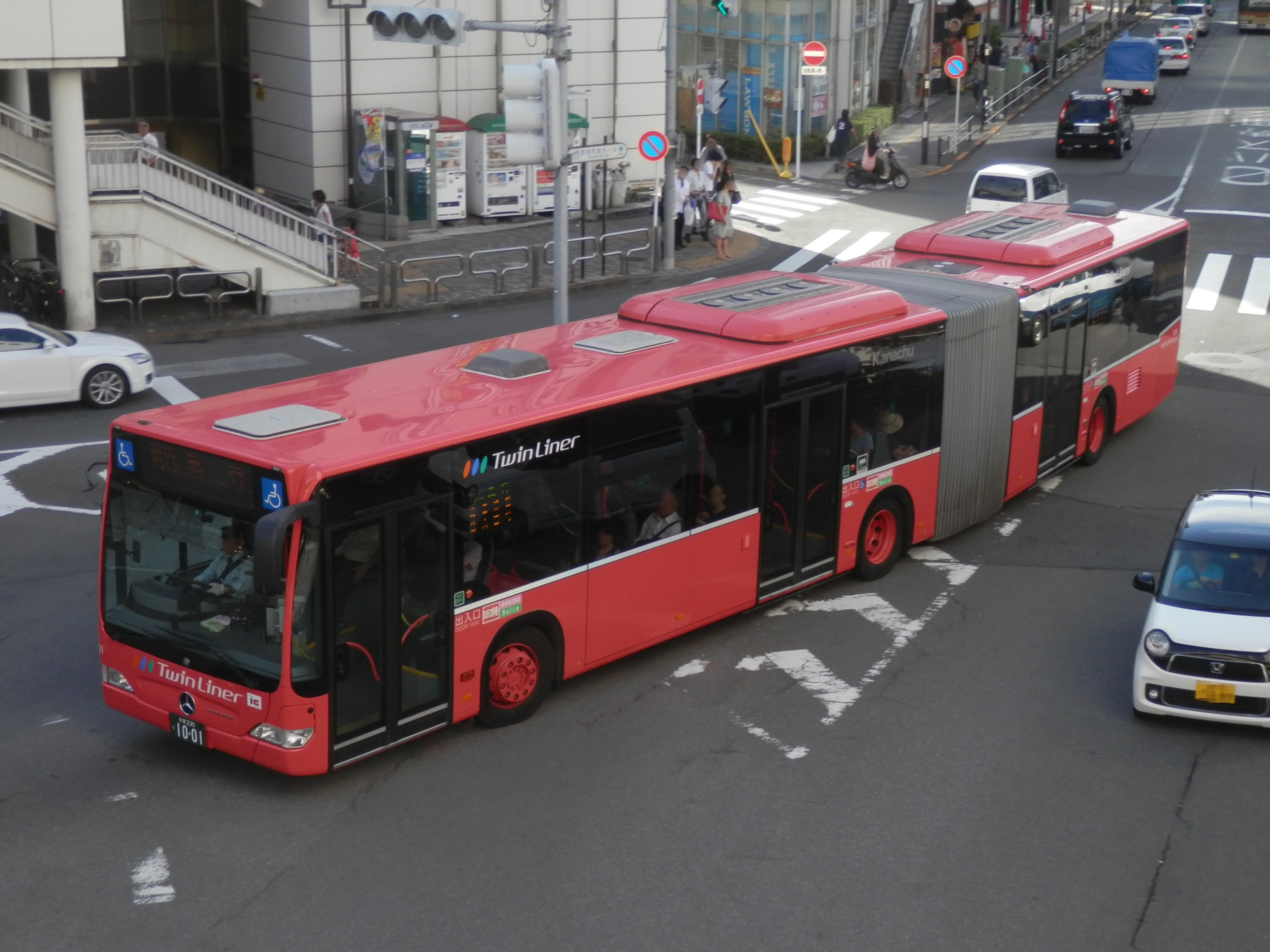
神奈中町田営業所の初期導入車。銀色の帯が特長。
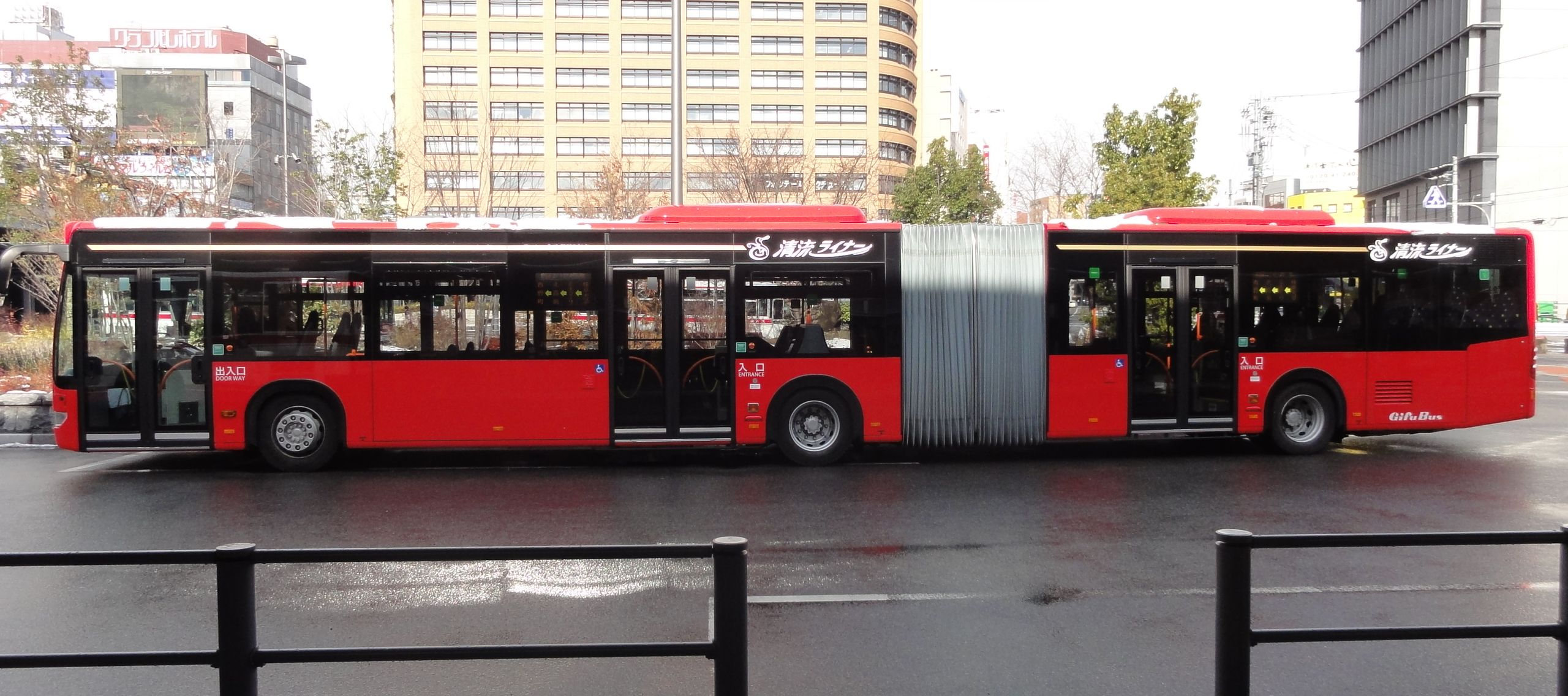
岐阜乗合自動車
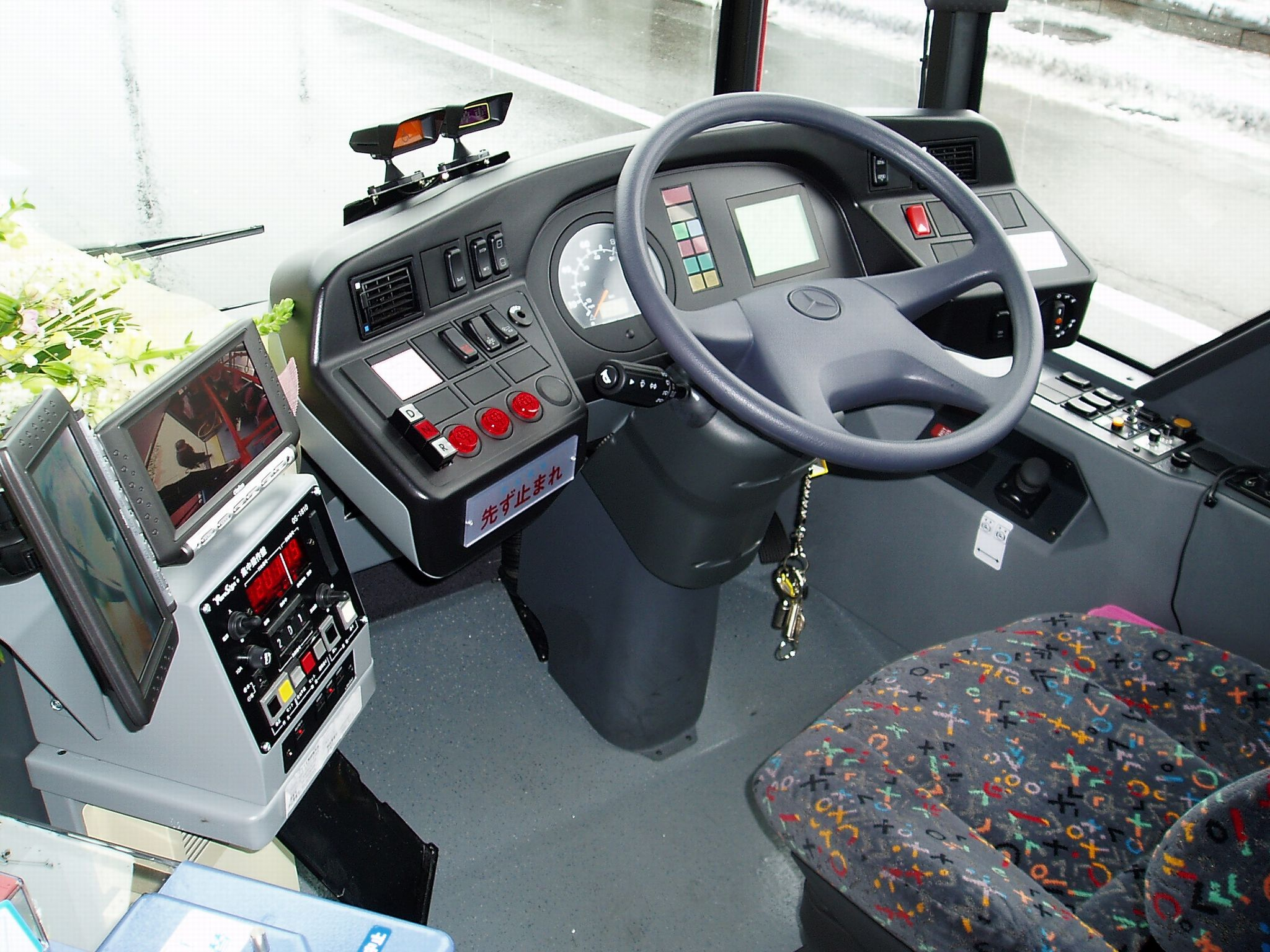
運転席
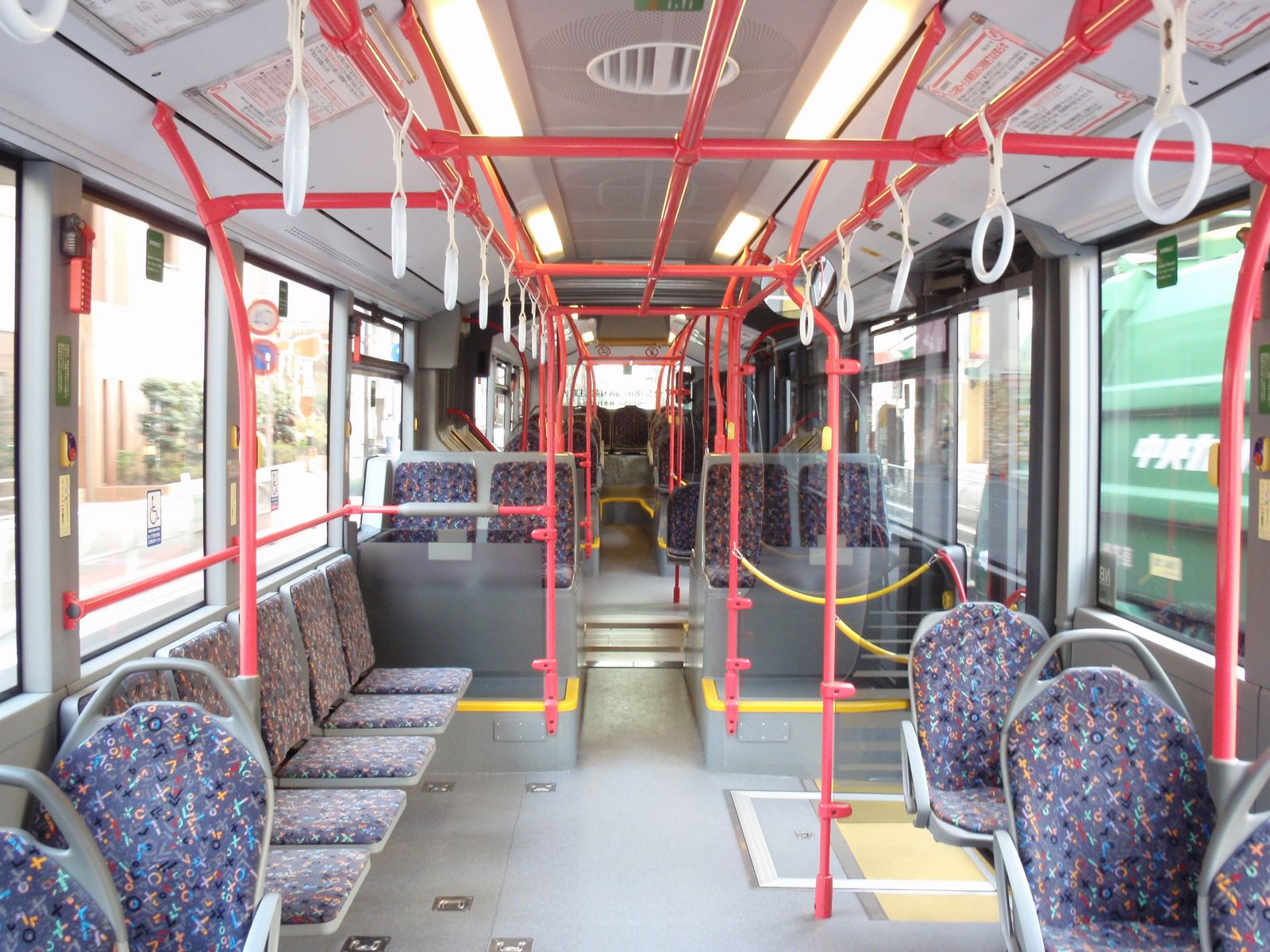
最前部から見た客室
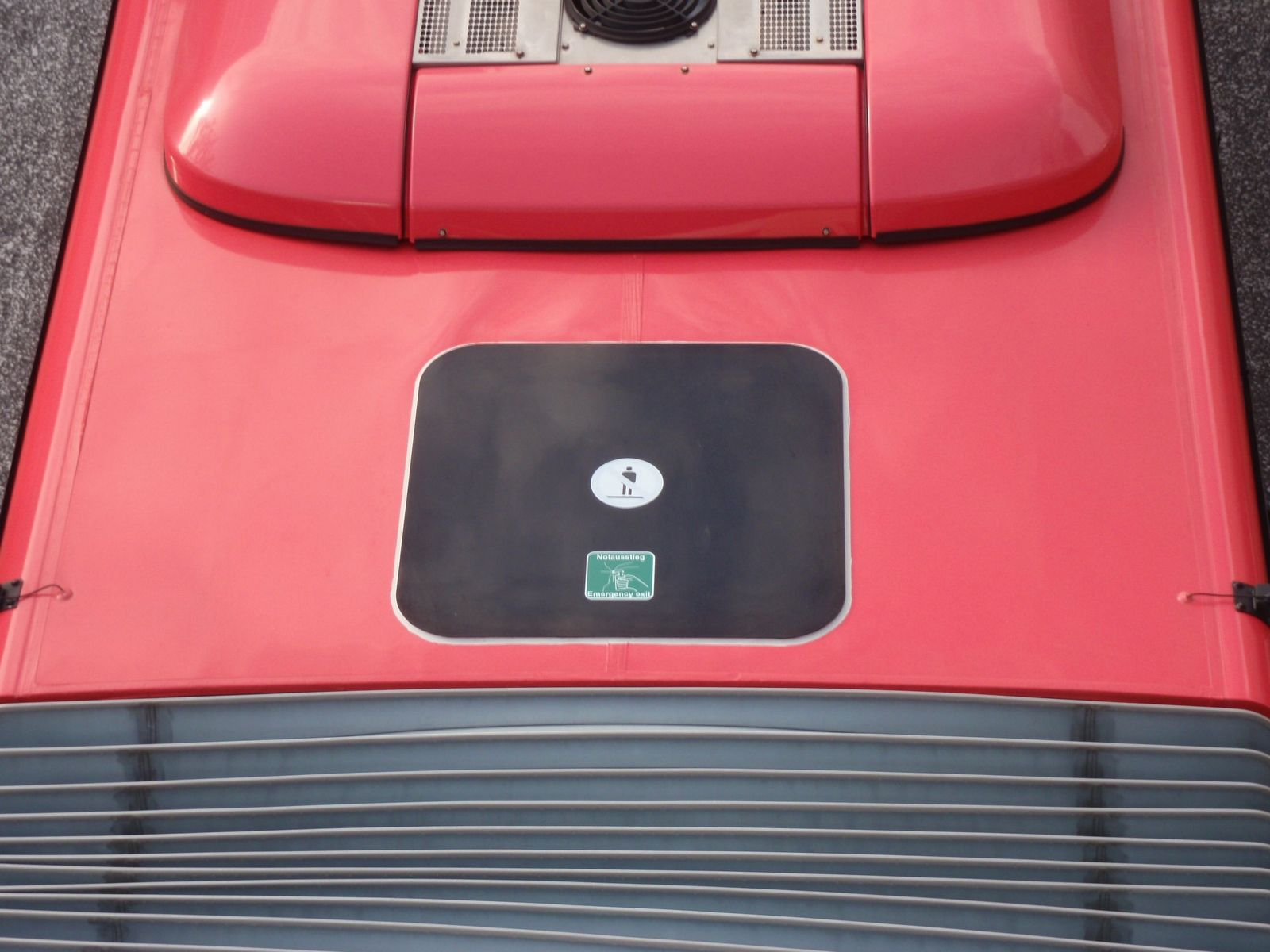
屋根上脱出口
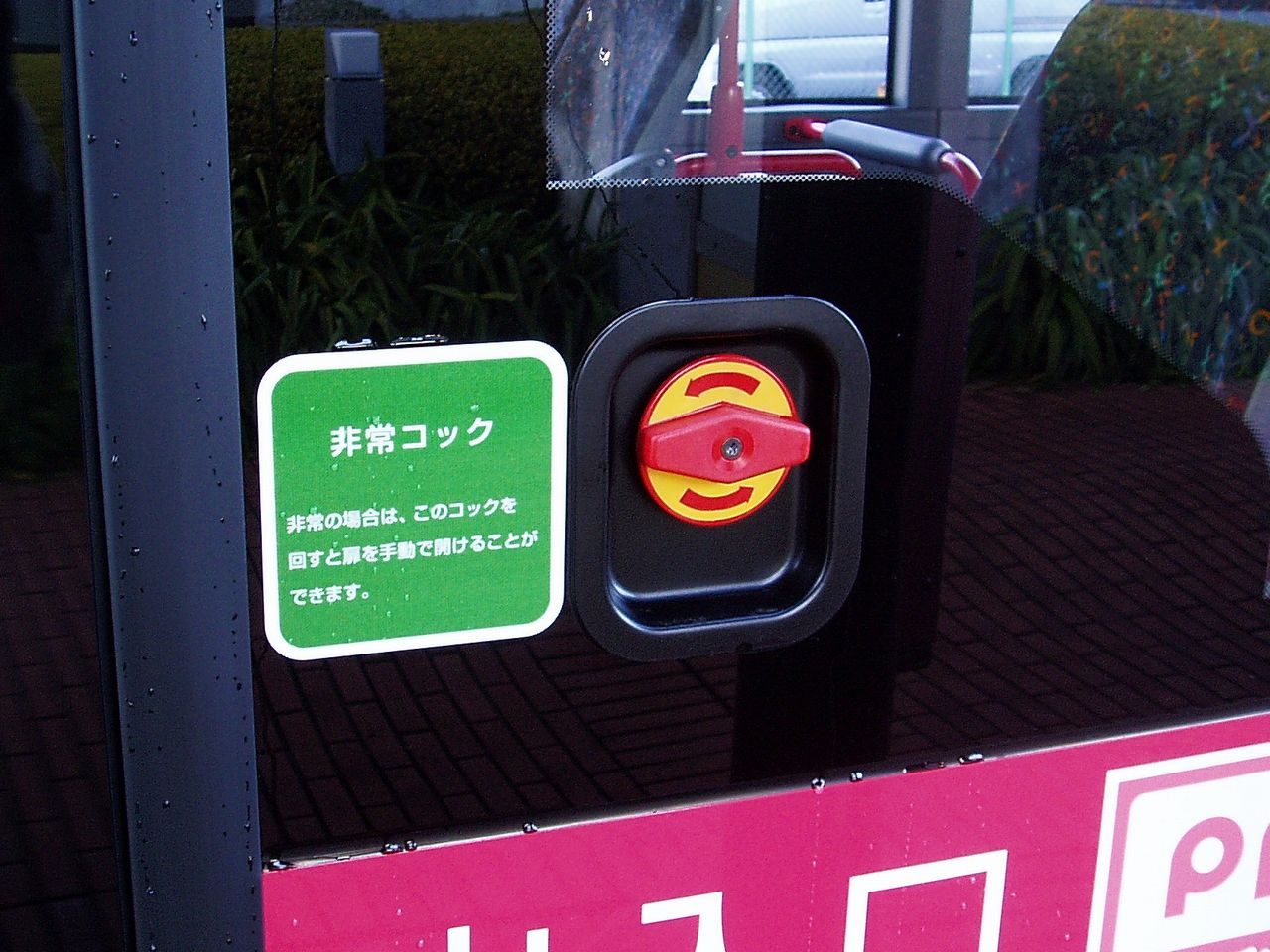
非常用ドアコック

### シターロG C2（日本仕様）
2016年10月には、日本国内向け右ハンドルのシターロG新型モデル（C2）を発売することが発表され、日本国内での販売は三菱ふそうトラック・バスが担当し、前モデルと同様に欧州仕様の車両がほぼそのまま日本国内に輸入される。南海バス、西鉄グループ（増備車）、神姫バス（増備車）、神奈中（増備車）にはこの新型モデルが投入されたが、新旧モデルの両方を保有する事業者は神姫バスと神奈中の2社のみである。
2024年9月時点で、神奈中が保有する連節バス計30台のうち24台をシターロが占めており、日本国内においてシターロGの保有台数が最も多いバス事業者となっている。
この新モデル発売以降、シターロを増備する事業者がある一方で、2020年度には京成バスの保有車両1台（2010年式）が故障によって運用を離脱し、2021年3月には日本国産の日野・ブルーリボンハイブリッド連節バスを導入してこれを代替した。

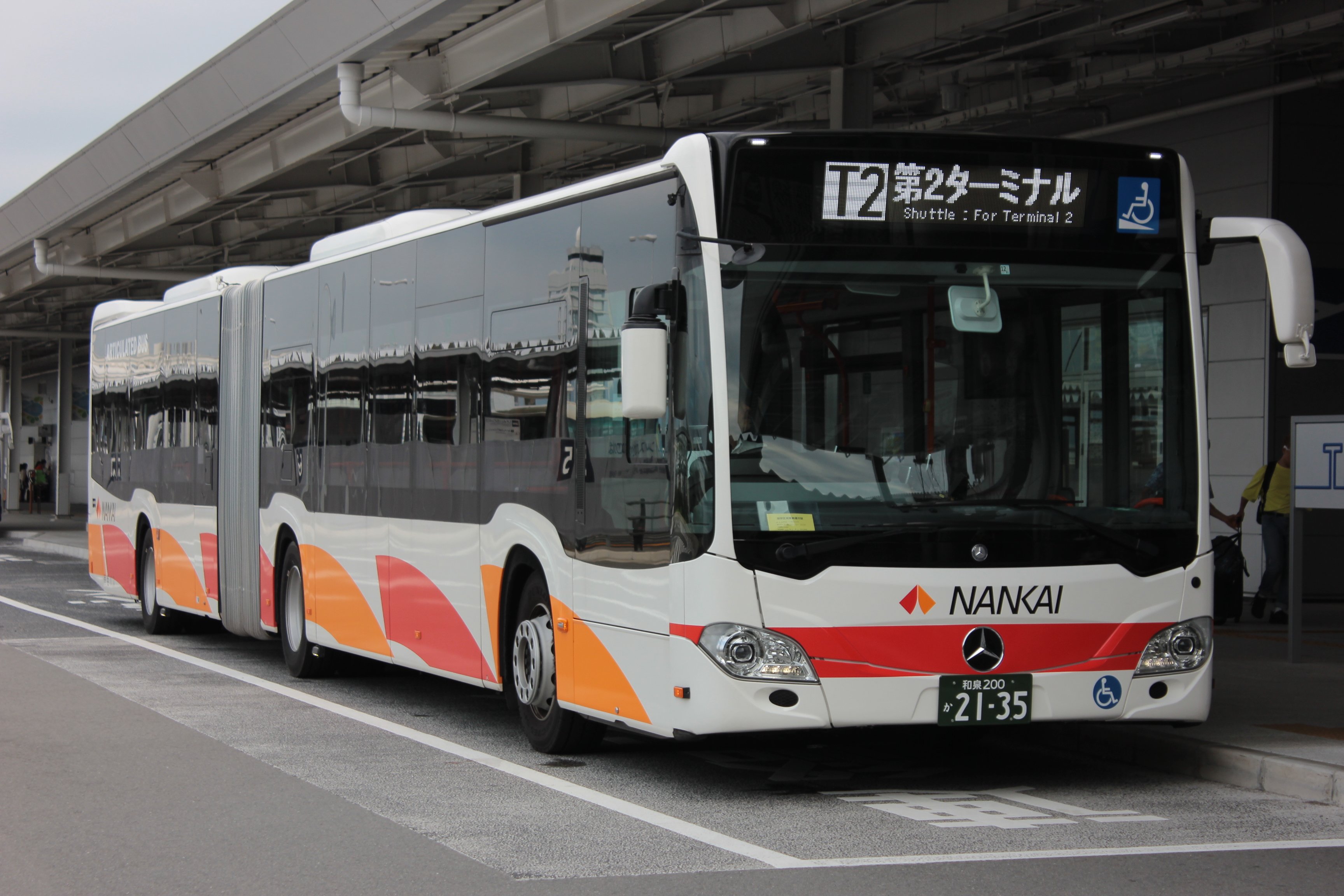
南海バス
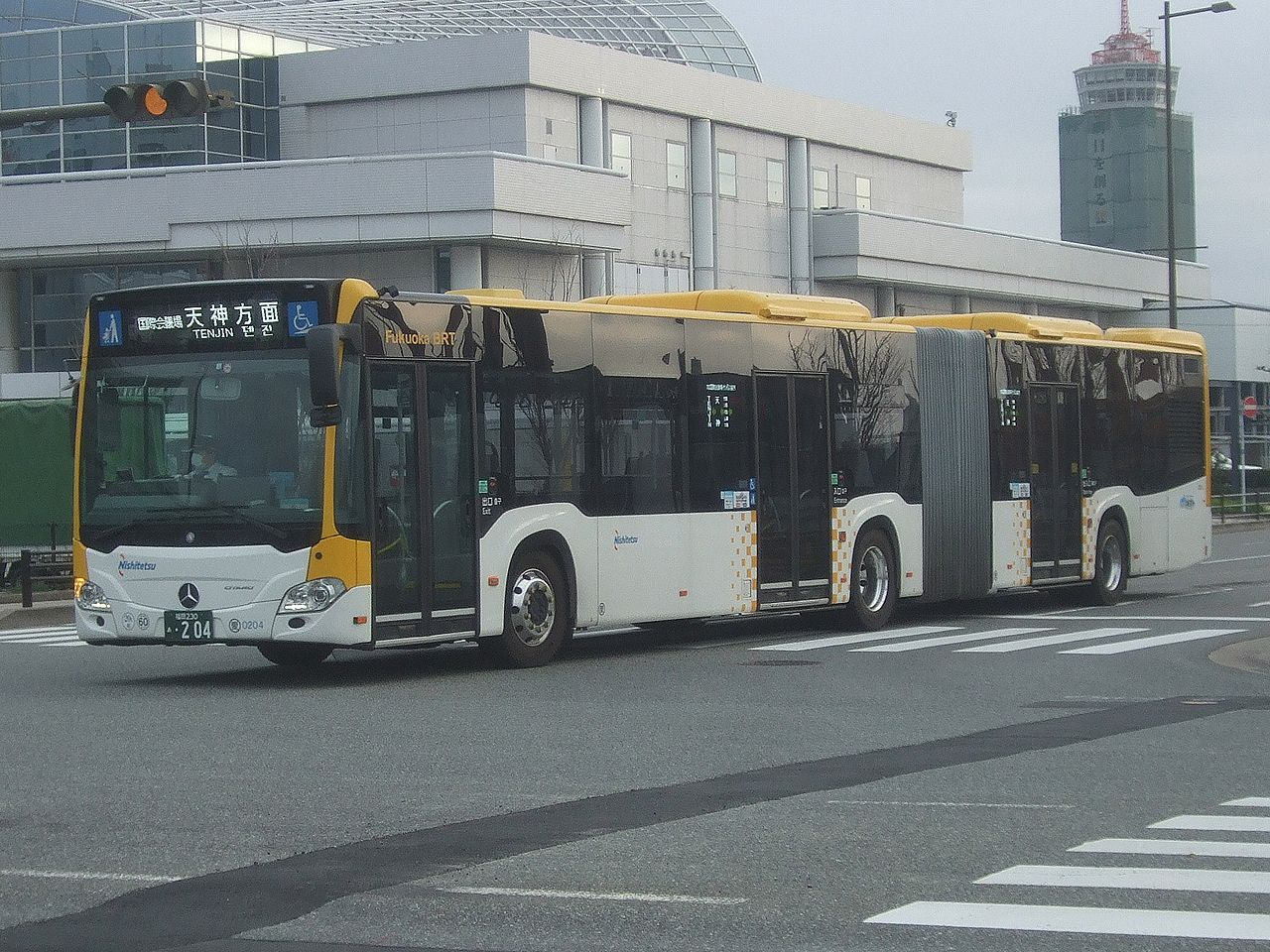
西日本鉄道
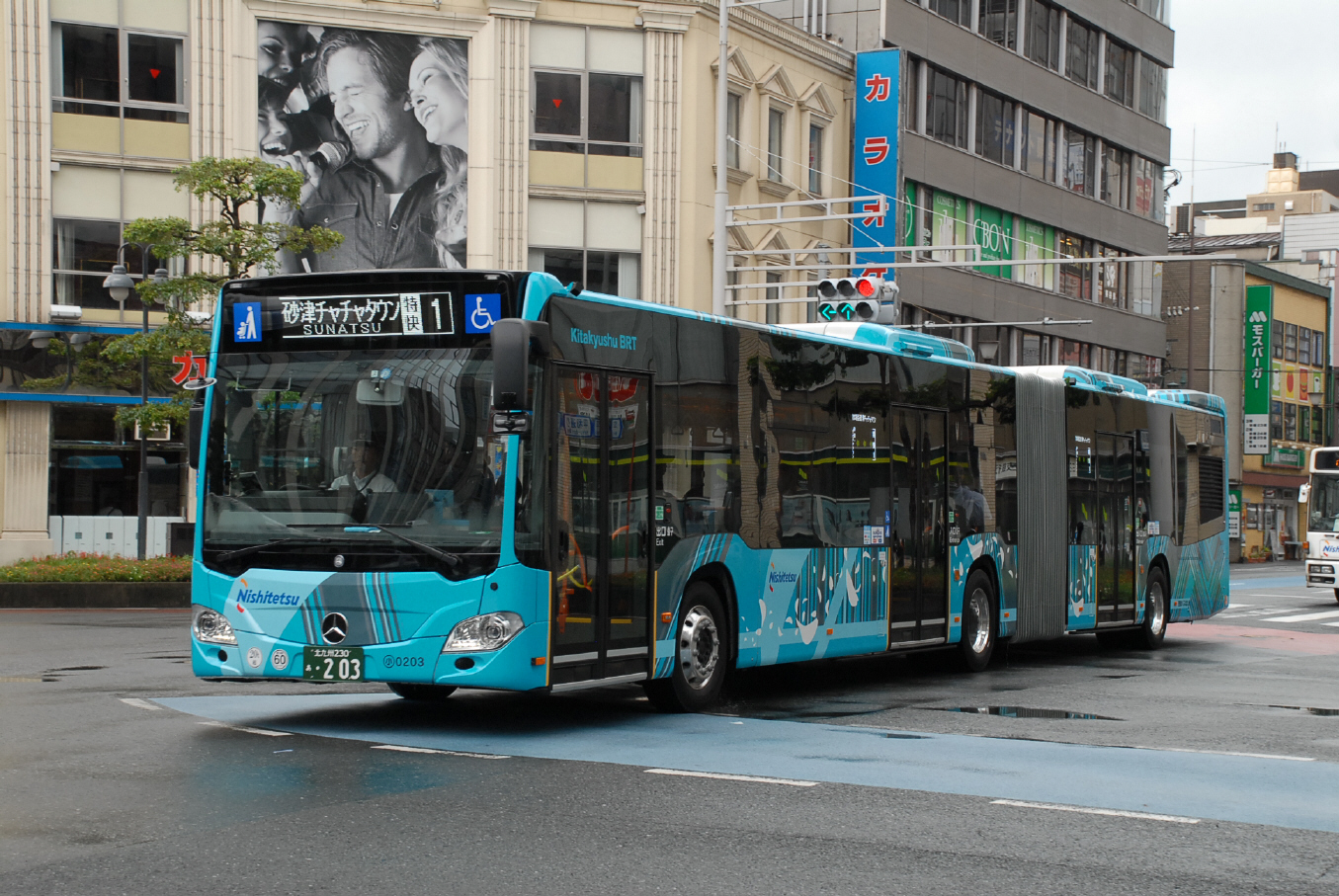
西鉄バス北九州

### 導入事業者
2021年4月現在、以下の事業者に導入されている(営業開始日順)。いずれも全て民間交通事業者で、公営交通事業者での導入実績は無い。
- 神奈川中央交通 - 2008年3月に厚木営業所で初導入。2012年には町田営業所、2018年には綾瀬営業所、2021年には橋本営業所でそれぞれ導入し、いずれも「ツインライナー」の愛称が付けられている。
- 京成バス - 2010年2月、新都心営業所の既存連節バス車両を置き換えるために導入。「シーガル幕張」の愛称が付けられた。
- 岐阜乗合自動車 - 2011年3月に柿ヶ瀬営業所の「清流ライナー」用に導入。
- 神姫バス - 2013年4月に三田営業所の「オレンジアロー 連 SANDA号」用に導入。
- 近江鉄道バス - 2016年4月に大津営業所の「JOINT LINER」用に導入。
- 南海バス - 2017年4月に空港営業所で導入。2016年発売の日本国内向け新モデルを初めて導入した事業者でもある。
- 西鉄グループ - 2017年6月にFukuoka BRTの増備車として那珂川自動車営業所にボルグレン製車両とあわせて導入。2019年には愛宕浜自動車営業所とアイランドシティ自動車営業所に「Fukuoka BRT」の増備用として、西鉄バス北九州小倉自動車営業所に「Kitakyushu BRT」用として、2020年には八幡自動車営業所に「Kitakyushu BRT」の増備用として、2021年には竹下自動車営業所に福岡空港国内線・国際線連絡バス用として、西鉄バス北九州恒見自動車営業所に「Kitakyushu BRT」用としてそれぞれ導入。

### 日本市場での販売台数の推移
日本国内に初輸入された2007年12月以降の数値を記す。
|        | 2007 | 2008 | 2009 | 2010 | 2011 | 2012 | 2013 | 2014 | 2015 | 2016 | 2017 | 2018 | 2019 | 2020 | 2021 |
| ------ | ---- | ---- | ---- | ---- | ---- | ---- | ---- | ---- | ---- | ---- | ---- | ---- | ---- | ---- | ---- |
| 登録数 | 4    | 0    | 0    | 15   | 2    | 4    | 2    | 2    | 0    | 3    | 3    | 7    | 12   | 9    | 15   |

## その他

### トロリーバス

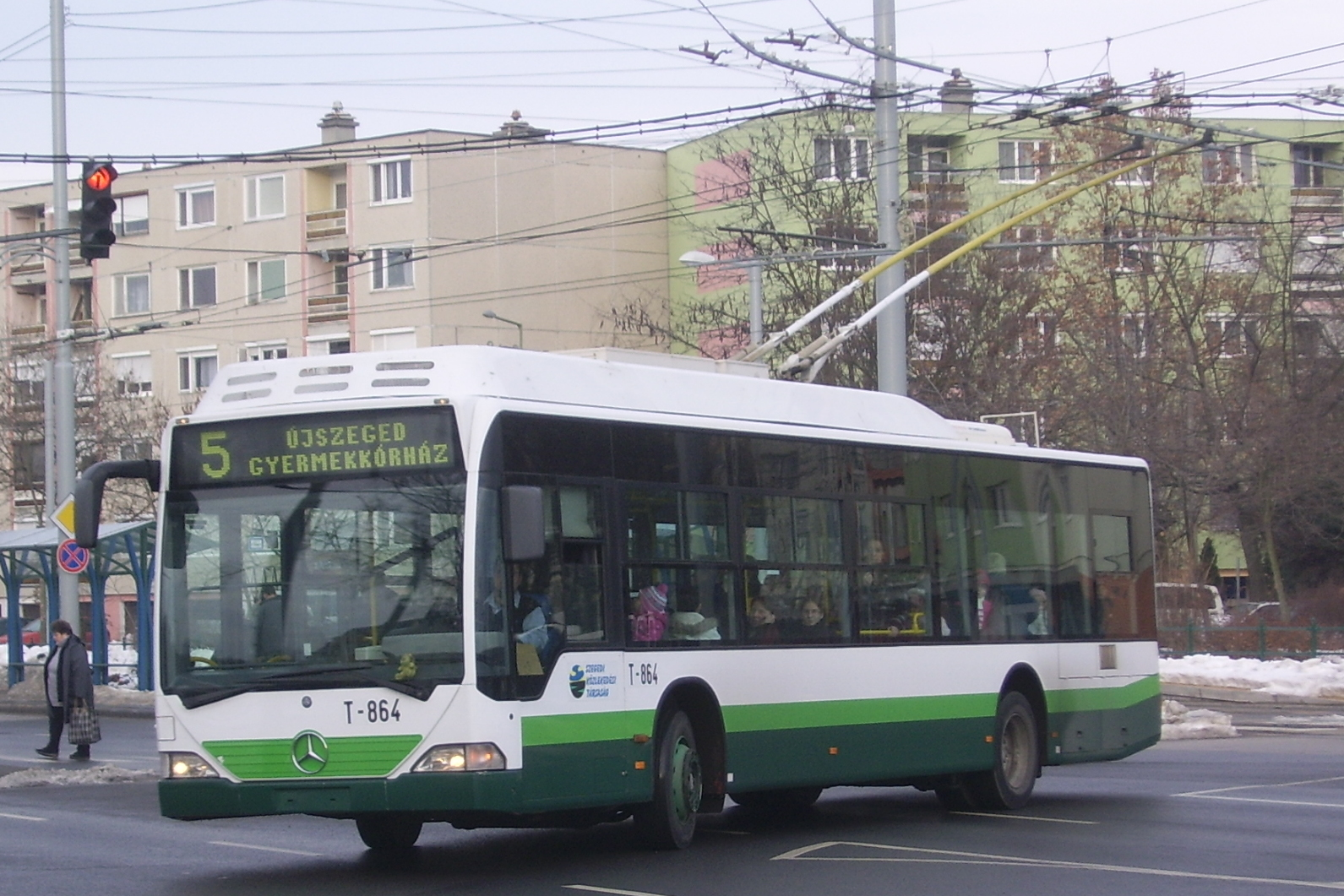
ハンガリー・セゲドのトロリーバス

ハンガリー・チョングラード県セゲドでは、ディーゼル仕様のシターロを改造したトロリーバスが活躍している。エボバスではトロリーバスの新車製造を行っていないため、2006年から2010年にかけて6台の中古車を取得して改造を行った。これにより、標準的なトロリーバスと比較して導入コストを安く抑えられている。
また、2012年にはポーランドのグディニアでもディーゼル仕様のシターロを改造したトロリーバスが2台導入された。この車両はドイツ・ベルリンで2002年に納車されたものを中古車として入手して改造を施した。

### 大型救急車

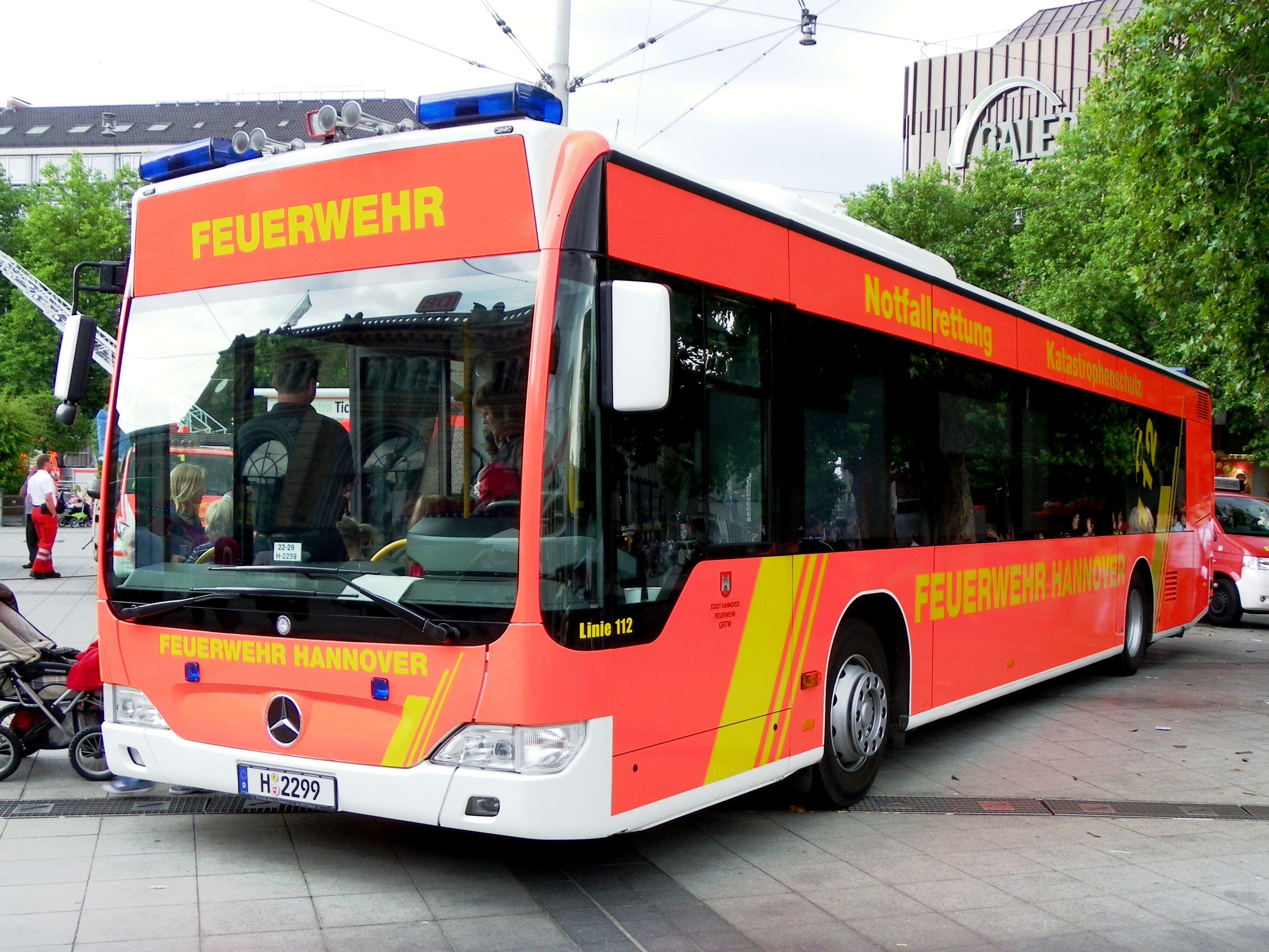
ドイツ・ハノーファーの大型救急車

ドイツのハノーファーやルートヴィヒスハーフェン・アム・ラインでは、シターロを改造した大型救急車が一部の消防署に導入されている。現地ではレスキューバス（ドイツ語：Großrettungswagen、略称：GRTW）と呼ばれ、命にかかわる重症の傷病者を搬送するために医師が同乗するNotarztwagen（ノートアルツトワーゲン）用の救急車両として、主に大都市部などで活躍している。
2020年4月にはドイツ国内での新型コロナウイルスの感染拡大に対応するため、ストレッチャーと人工呼吸器を4基搭載した感染患者輸送用に改造された大型救急車がドイツ赤十字社に導入された。